# CaptainSparklez
Jordan Maron (* 10. února 1992 Los Angeles, Kalifornie), známý jako CaptainSparklez, je americký online streamer a YouTuber. Známý je zejména jako tvůrce videí z videohry Minecraft. V červnu 2025 měl na svém hlavním YouTube kanále celkem 11,4 milionu odběratelů. 

## Život
Narodil se v únoru 1992 v Los Angeles, ale již v útlém věku se v důsledku rozvodu jeho rodičů přestěhoval se svou matkou do Santa Barbary, kde tak žil přibližně od svých čtyř let. Ve městě absolvoval Santa Barbara High School. Poté krátce studoval chemické inženýrství na Kalifornské univerzitě v Santa Barbaře, než své studium změnil a začal místo toho studovat matematickou informatiku. Nakonec však usoudil, že mu videa na platformě YouTube vydělávají tolik peněz, že se mu pobyt na univerzitě nevyplatí, a studium ukončil. 

## Tvorba
Svoji tvorbu na platformě YouTube zahájil v roce 2010, když na svůj nově vytvořený kanál začal nahrávat videa z videohry Call of Duty. Krátce poté však založil nový YouTube kanál, který pojmenoval CaptainSparklez, a na který krátce poté začal aktivně nahrávat videa z videohry Minecraft. V roce 2011 začal navíc svou tvorbu také živě vysílat na platformě Justin.tv. Na konci roku 2011 měl tolik sledujících a ze svých sociálních sítí takové příjmy, že se svou tvorbou začal živit. Na začátku roku 2012 jeho kanál dosáhl hranice jednoho milionu odběratelů. 
Během své kariéry se zapojil také do různých dalších projektů, jako například vývoje mobilní hry. V prosinci 2023 oznámil, že videa s Minecraft tematikou po více než třinácti letech aktivní tvorby přestane vytvářet. V roce 2023 se Maron zároveň přestěhoval do kalifornské Pasadeny. 
Jeho Minecraft videa se stala specifická zejména díky písním, které v souvislosti s videohrou vytvářel (řada z nich byla navíc parodických). Na počátku 10. let 21. století byly tyto písně vůbec nejsledovanějšími Minecraft videi na platformě YouTube. Jeho zřejmě nejúspěšnější píseň zvaná Revenge (česky pomsta), která paroduje píseň DJ Got Us Fallin' in Love, obdržela celkem tři zápisy do Guinnessovy kniha rekordů; jedním z nich byl právě titul nejsledovanějšího videa ze hry Minecraft na platformě YouTube. 